# Тринадцать (фильм, 2010)
«Тринадцать» (англ. 13) — американский ремейк одноимённого фильма режиссёра и сценариста Гелы Баблуани, снятый им самим спустя 5 лет после выхода оригинального (французского) фильма.

## Сюжет
Главный герой Винсент (Сэм Райли), подрабатывая электриком и выполняя ремонтные работы у одного из заказчиков, случайно подслушивает рассказ о быстром способе хорошо заработать. Требуется лишь в точности выполнить инструкции, которые придут по почте в полосатом конверте, хозяину этого дома.
Финансовые дела Винса — в отчаянном положении. Его отец попал в больницу и находится в тяжёлом состоянии. Лечение съело все сбережения, пришлось даже заложить дом, и теперь совершенно реальной становится вероятность потерять жильё, а с учёбой в университете Винсу уже пришлось распрощаться на неопределённый период.
В последний день работ в доме заказчика всё складывается так, что получатель письма (героиновый наркоман с многолетним стажем) умирает от передозировки, практически у Винса на глазах. У Винса возникает шанс, забрав это письмо и выдав себя за умершего, рискнуть и последовать инструкциям, в нём изложенным.
Винс приезжает в другой город, где против своей воли становится одним из игроков своеобразной «русской рулетки»: участники действа после сигнала должны нажать на спусковой крючок револьвера, приставленного к затылку другого участника.
Признание Винса о том, что он не является тем человеком, к которому высылалось письмо, уже не способно избавить его от участия в этой безумной рулетке смерти. За каждым из участников стоит преступная группировка, уже поставившая на них миллионы долларов, и у Винса остаётся реально одна альтернатива: или быть убитым, как лишнему свидетелю, или пройти через круговерть смертоубийств. Он становится игроком под № 13.
В первом раунде в барабан заряжается по одному патрону. Затем по два. В следующем — по три. После окончания третьего раунда представители оставшихся участников тянут шары, завёрнутые в фольгу. Два шара — чёрные, а остальные — белые.
Немногочисленные оставшиеся участники, которым достались белые шары, получают определённые призовые и могут покинуть «соревнование». Тем же двум, которые вытащат два чёрных шара, предстоит ещё участвовать в финальной дуэли, где револьвер приставляется ко лбу оппонента. В итоге в живых должен остаться только один, он-то и заберёт главную призовую долю.
Роковые шары достаются Винсу и Рональду (Рэй Уинстон), полубезумному грузному мужчине, который уже трижды проходил через эту «рулетку смерти».
Дуэль выигрывает Винс, ставший победителем в этом подпольном тотализаторе. Джаспер (Джейсон Стейтем), брат Рональда, потеряв большие деньги и брата, уходит, затаив ненависть к Винсу.
Винс, получив деньги, отсылает их своей семье, часть денег оставляет себе, садится в поезд, чтоб уехать домой, в Огайо.
Джаспер случайно видит Винсента на вокзале и садится на тот же поезд. Оказавшись в одном вагоне, Джаспер стреляет в Винса и забирает сумку, полагая, что там призовые деньги, и скрывается, выскочив на первой же остановке.
В агонии Винсент достаёт квитанцию на пересылку денег и чеки и глотает их.
Финал остаётся открытым на усмотрение зрителя: Винс либо умер от выстрела, либо остался жив.

## В ролях
- Сэм Райли — Винс
- Джейсон Стейтем — Джаспер
- Рэй Уинстон — Рональд Линн
- Микки Рурк — Джефферсон
- 50 Cent — Джимми
- Дэвид Зейес — детектив
- Майкл Шэннон — ведущий
- Бен Газзара — Шлондорфф
- Александр Скарсгард — Джек
- Эммануэль Шрики — Эйлин

## Производство
Съёмки фильма начались 17 ноября 2008 года в округе Нью-Йорка. Трейлер был выпущен в августе 2010 года.